# Mistrzowie strongman: Australia
Mistrzowie strongman: Australia (Australia's Strongest Man) – doroczne, indywidualne zawody siłaczy, organizowane w Australii od 1993

## Mistrzowie
| Rok  | Mistrz        |
| ---- | ------------- |
| 1993 | Bill Lyndon   |
| 1994 | Bill Lyndon   |
| 1995 | Nathan Jones  |
| 1996 | Bill Lyndon   |
| 1997 | Bill Lyndon   |
| 1998 | Bill Lyndon   |
| 1999 | Grant Edwards |
| 2000 | Derek Boyer   |
| 2001 | Derek Boyer   |
| 2002 | Derek Boyer   |
| 2003 | Derek Boyer   |
| 2004 | Derek Boyer   |
| 2005 | Derek Boyer   |
| 2006 | Derek Boyer   |
| 2007 | Derek Boyer   |

| Rok  | Mistrz      | Wicemistrz   | Drugi Wicemistrz |
| ---- | ----------- | ------------ | ---------------- |
| 2008 | Derek Boyer | Eben Le Roux | Robbie Fernandez |
| 2009 | Derek Boyer | Eben Le Roux | Luke Reynolds    |
| 2010 | Derek Boyer | Marc Wells   | Eben Le Roux     |